# Necmi Mutlu
Necmi Mutlu (* 15. Februar 1935 in Istanbul) ist ein ehemaliger türkischer Fußballtorhüter und -trainer. Durch seine langjährige Tätigkeit für Beşiktaş Istanbul wird er sehr stark mit diesem Verein assoziiert und gilt als einer der wichtigsten Torhüter der Vereinsgeschichte. Er ist der Torhüter mit den meisten Erstligaeinsätzen für Beşiktaş und befindet sich in der Liste der Spieler mit den meisten Erstligaeinsätzen für diesen Verein auf dem 16. Platz.

## Spielerkarriere

### Verein
Mutlu wurde 1935, nach einigen Quellen auch erst 1937, in Istanbul geboren. Er begann mit dem Vereinsfußball als 16-Jähriger beim örtlichen Verein Kadırga SK. Entsprechend der unvollständig dokumentierten Quellen spielte er für diesen Verein ein oder zwei Jahre, ehe er mit Beykozspor zu einem anderen Istanbuler Verein wechselte. Zum Zeitpunkt seines Wechsels zu Beykozspor existierte in der Türkei keine landesweite Profiliga. Stattdessen existierten in Ballungszentren wie Istanbul, Ankara, Izmir und Eskişehir regionale Ligen, von denen die İstanbul Profesyonel Ligi bzw. auch als İstanbul Profesyonel Küme bekannt (dt.: Istanbuler Profiliga) als die Renommierteste galt. Mutlu gab sein Debüt für Beykozspor während der Partie in der Istanbuler Profiliga vom 29. Oktober 1955 gegen Beşiktaş Istanbul. In dieser Partie spielte er über die volle Spiellänge. Im weiteren Saisonverlauf wurde er in zwölf weiteren Partien eingesetzt. Sein Team blieb in dieser Saison ohne jegliche Ambitionen und belegte zum Saisonende den 6. Tabellenplatz. Mutlu spielte fortan zwei weitere Spielzeiten für die Beykozspor und war während dieser Zeit unumstrittenen als Stammtorhüter gesetzt.
Im Sommer 1958 wechselte er innerhalb der Liga zu Beşiktaş. Er wurde hier für den abgewanderten Ersatzkeeper Oktay Sertel verpflichtet und sollte hinter dem damals unumstrittenen Stammtorhüter Varol Ürkmez als Ersatz fungieren. So absolvierte Mutlu in seiner ersten Saison für Beşiktaş lediglich eine Pflichtspielpartie. Im Frühjahr 1959 wurde mit der Millî Lig (der heutigen Süper Lig) die erste landesweit ausgelegte Nationalliga der Türkei gegründet. Diese Liga löste die regionalen Ligen in den größeren Ballungszentren, wie z. B. die Istanbuler Profiliga, als höchste und einzige türkische Spielklasse ab. Aus der Istanbuler Profiliga wurden die ersten acht Mannschaften, u. a. Beşiktaş. So spielte Mutlu mit Beşiktaş fortan in dieser Liga.
In der ersten Spielzeit der Millî Lig wurde die Meisterschaft in zwei Runden ausgetragen. In der ersten Runde fand das Ligasystem in zwei separaten Gruppen statt. In der zweiten Runde entschieden die beiden Gruppenersten in einem Finale mit Hin- und Rückspiel die Meisterschaft unter sich. Mutlu nahm mit seiner Mannschaft in der Gruppe Weiß am Wettbewerb teil. Hier belegte er mit seiner Mannschaft weit abgeschlagen hinter dem Erzrivalen Fenerbahçe Istanbul den 2. Tabellenplatz und verfehlte die Möglichkeit erster türkischer Meister zu werden. Mutlu gelang es im Laufe dieser Spielzeit Ürkmez als Stammtorhüter zu verdrängen und in neun der möglichen 14 Ligaspielen im Tor zu stehen. Zur zweiten Spielzeit der Millî Lig, der Saison 1959/60, wurde die Liga in eine eingleisige Liga Mutlu alle 28 Ligaspiele seiner Mannschaft absolvierte, leistete sich die Mannschaft mit dem Erzrivalen Fenerbahçe über die gesamte Saison ein Kopf-an-Kopf-Rennen um die türkische Meisterschaft. In der damals im Zwei-Punkte-System gespielten Liga gelang es Beşiktaş zum Saisonende hin den Punktevorsprung gegenüber Fenerbahçe immer mehr auszubauen. Am Ende wurde die Mannschaft mit fünf Punkten Vorsprung zweiter türkischer Meister. Die nachfolgenden zwei Spielzeiten spielte Mutlu unangefochten als Stammtorhüter, konnte aber mit seiner Mannschaft weder in der Liga langfristig um die Meisterschaft mitspielen, noch irgendeinen anderen Titel gewinnen.
Im Sommer 1962 verpflichtete der Verein mit Özcan Arkoç einen der damals besten Torhüter im türkischen Fußball. Diese verdrängte Mutlu relativ schnell als Stammtorhüter. Nachdem Mutlu in der Spielzeit 1962/63 gegenüber Arkoç deutlich das Nachsehen hatte, übernahm er in der Spielzeit 1963/64 zeitweise das Tor. Nachdem Arkoç bereits nach zwei Spielzeiten den Verein mit einem Wechsel ins Ausland verlassen hatte, stieg Mutlu zum unumstrittenen Stammtorhüter auf. Beşiktaş verpflichtete in der Sommertransferperiode 1964 für den abgewanderten Torhüter Arkoç mit Sabri Dino einen relativ jungen Torhüter. Mutlu setzte sich ohne weiteres gegen Dino durch und absolvierte die meisten Ligaspiele für seine Mannschaft. Die Situation änderte sich bis in die Saison 1967/68 nicht. Während dieser Zeit gewann er mit seiner Mannschaft mehrere Titel. U. a. wurde in den Spielzeiten 1965/66 und 1966/67 die türkische Meisterschaft gewonnen. Darüber hinaus holte die Mannschaft in der Saison 1965/66 den TSYD-Istanbul-Pokal und den Spor-Toto-Pokal. 
Im Laufe der Saison 1967/68 verdrängte Dino schließlich Mutlu. Dieser spielte noch zwei Spielzeiten für Beşiktaş, schaffte es aber nicht mehr sich gegenüber Dino durchzusetzen und entschied sich im Sommer 1970 seine Karriere zu beenden. Mit einem Abschiedsspiel, in dem Beşiktaş auf eine Auswahlmannschaft traf, beendete Mutlu im Sommer 1974 seine Torhüterlaufbahn.

### Nationalmannschaft
Mutlu begann seine Karriere bei den türkischen Nationalmannschaften 1958 während seiner Zeit bei Beşiktaş Istanbul mit einem Einsatz für die zweite Auswahl der türkischen Nationalmannschaft, die Türkische B-Nationalmannschaft. Drei Jahre später spielte Mutlu ein weiteres Mal für die B-Auswahl seines Landes.
In der A-Nationalmannschaft hatte er nahezu immer gegen die beiden anderen Nationaltorhüter Özcan Arkoç und Turgay Şeren das Nachsehen und befand sich meistens als dritter Torhüter im Aufgebot. Lediglich im zweiten Halbjahr des Jahres 1961 absolvierte er alle Länderspiele der türkischen A-Auswahl. 
Sein letztes Länderspiel machte er am 1. November 1964 gegen die Tunesische Nationalmannschaft.

## Trainerkarriere
Mutlu übernahm im Sommer 1972 interimsweise für ein Spiel seinen früheren Verein Beşiktaş Istanbul, nachdem vorher der Cheftrainer Gündüz Kılıç den Verein verlassen hatte.
Zudem arbeitete Mutlu später bei Beşiktaş als Torwarttrainer und arbeitete u. a. mit Christoph Daum zusammen.

## Erfolge
Mit Beşiktaş Istanbul
- Türkischer Meister: 1959/60, 1965/66,  1966/67
- Präsidenten-Pokalsieger: 1966/1967
- Premierminister-Pokalsieger: 1973/74
- TSYD-Istanbul-Pokalsieger: 1964/65, 1965/66
- Spor-Toto-Pokal: 1965/66, 1969/70

Türkische Nationalmannschaft
- ECO-Cup-Sieger: 1969, 1974